# Sceau-de-Salomon multiflore
Polygonatum multiflorum
Espèce
Classification APG III (2009)
Le Sceau-de-Salomon multiflore (Polygonatum multiflorum) est une espèce de plantes herbacées vivace, rhizomateuse, de la famille des Asparagacées. La Classification de Cronquist la classait parmi les Convallariacées.

## Description
Il se caractérise par sa tige ronde, ses fleurs en tube, blanches, rétrécies en leur milieu, à la pointe verte, en petites grappes pour les plus basses. Les fruits sont des baies noires.

## Écologie
Le Sceau de Salomon multiflore pousse dans les sous-bois d'Europe, formant parfois des colonies assez denses.
Une espèce de champignons assez rare, la Pézize en radis (Stromatinia rapulum), parasite les rhizomes de ce Sceau de Salomon. Chez les insectes, la larve de la Tenthrède Phymatocera aterrima, qui ressemble à une chenille, se nourrit de ses feuilles.

## Propriétés
La chimie de ces plantes est mal connue : la présence de saponosides est avérée, mais elles ne  contiennent pas d'hétérosides cardiotoniques contrairement à ce que l'on croyait. Elles contiennent également des raphides d'oxalate de calcium.
La littérature signale des cas d'intoxications, avec parfois plus de 10 baies, ne se traduisant que par des troubles digestifs. Les rhizomes et les fruits furent utilisés autrefois comme vomitifs. Il est donc plus sage de considérer cette plante comme potentiellement légèrement toxique.

Polygonatum multiflorum
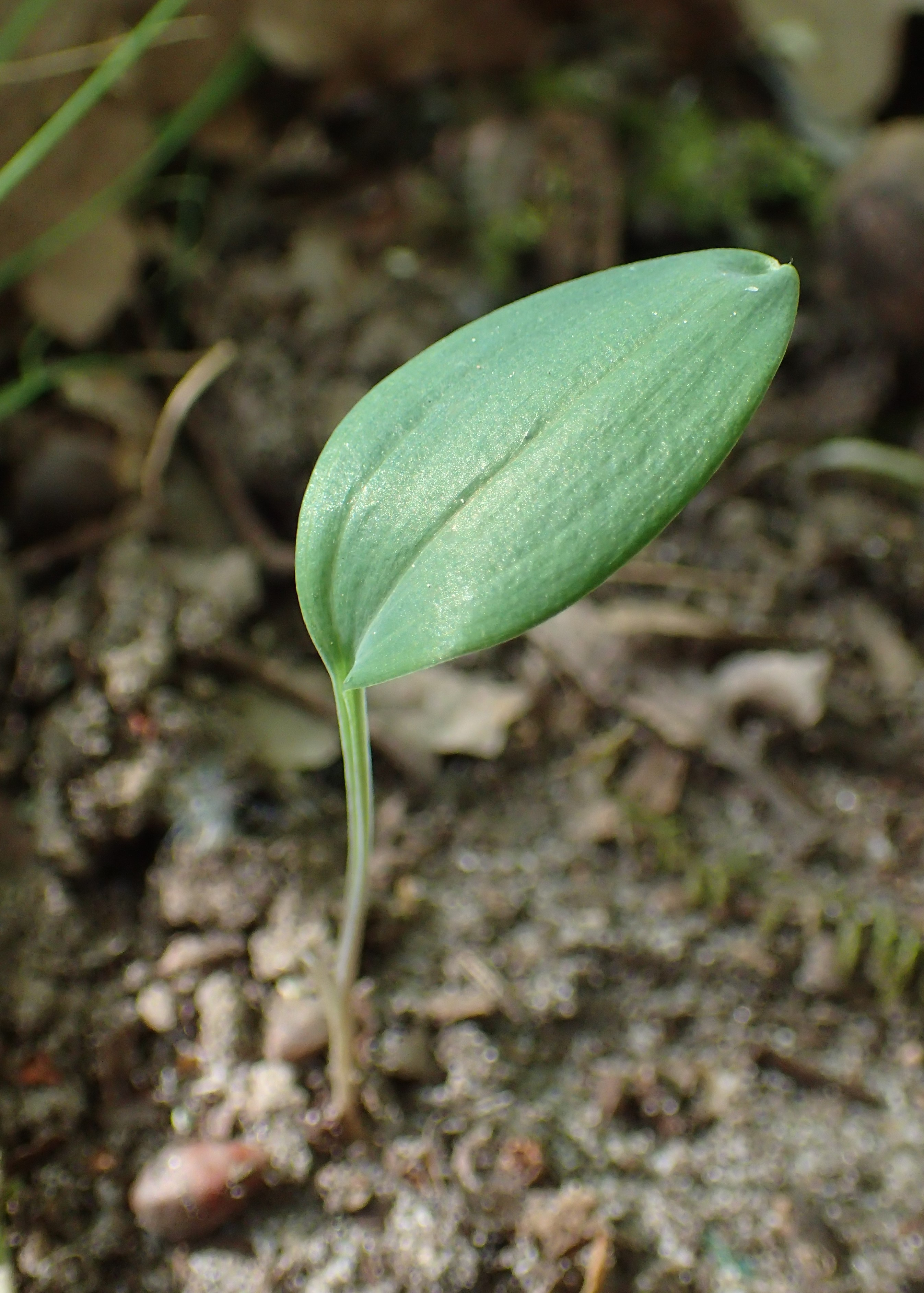
Jeune pousse.
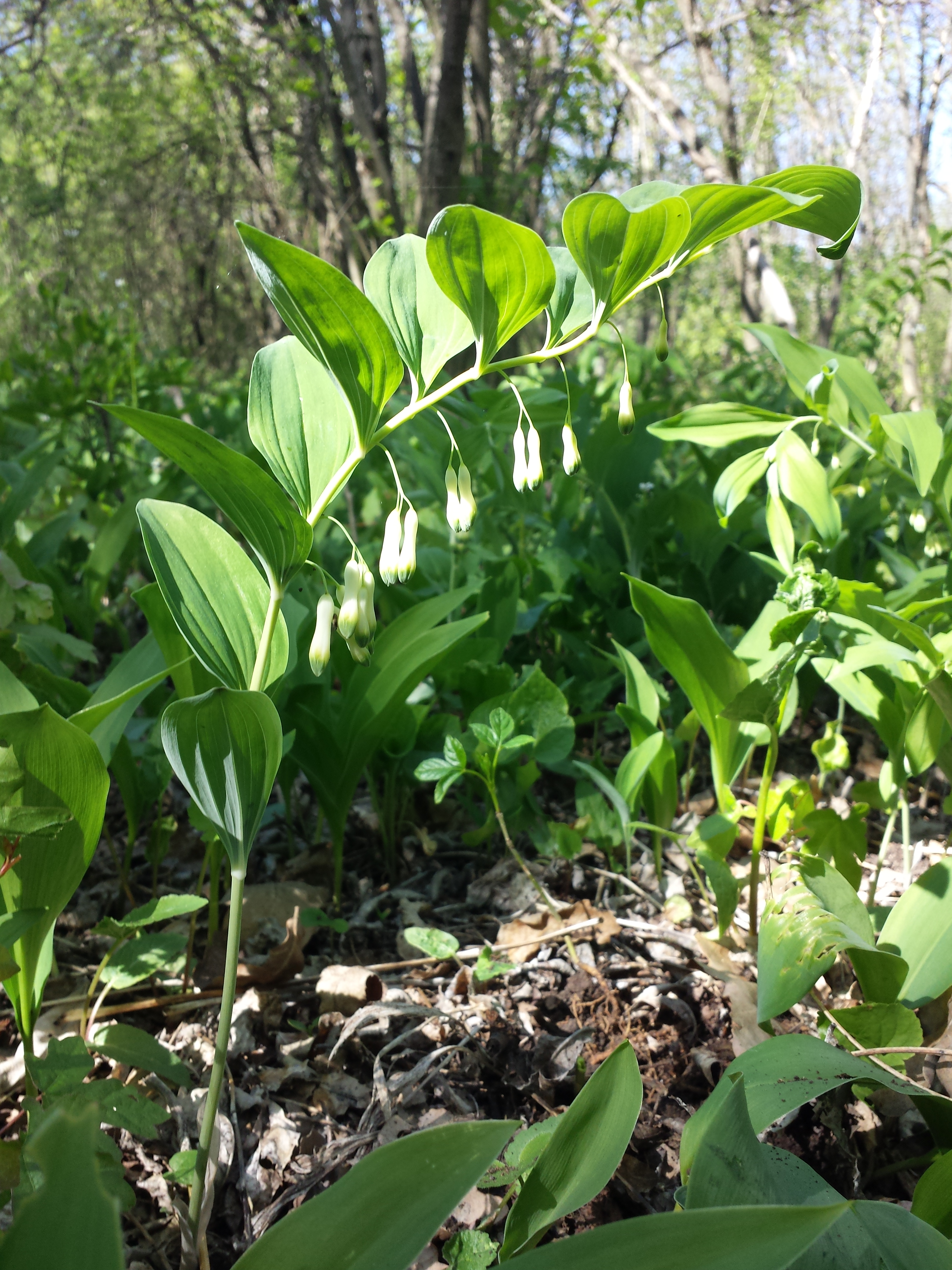
Partie aérienne.
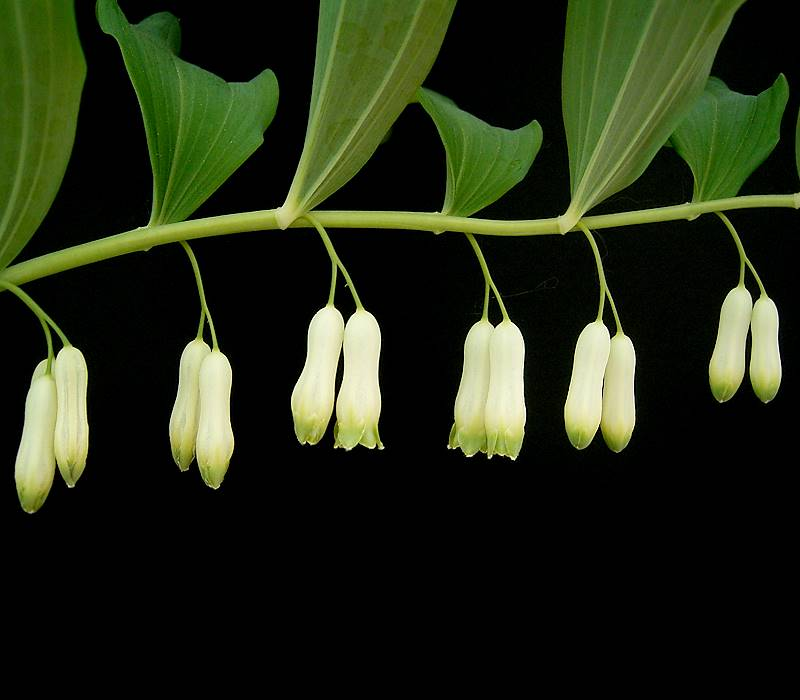
Fleurs.
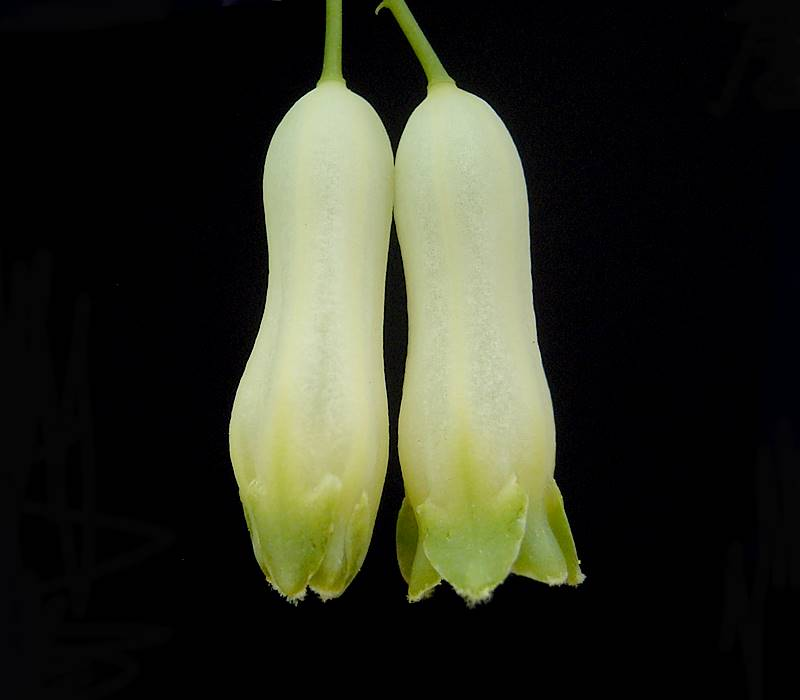
Détail de la fleur en clochette
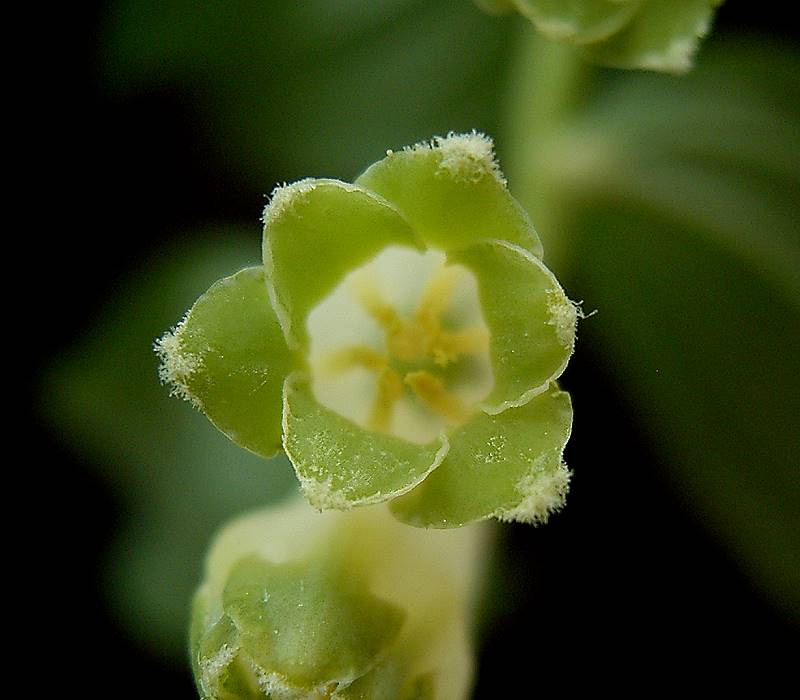
Vue de dessous de la clochette
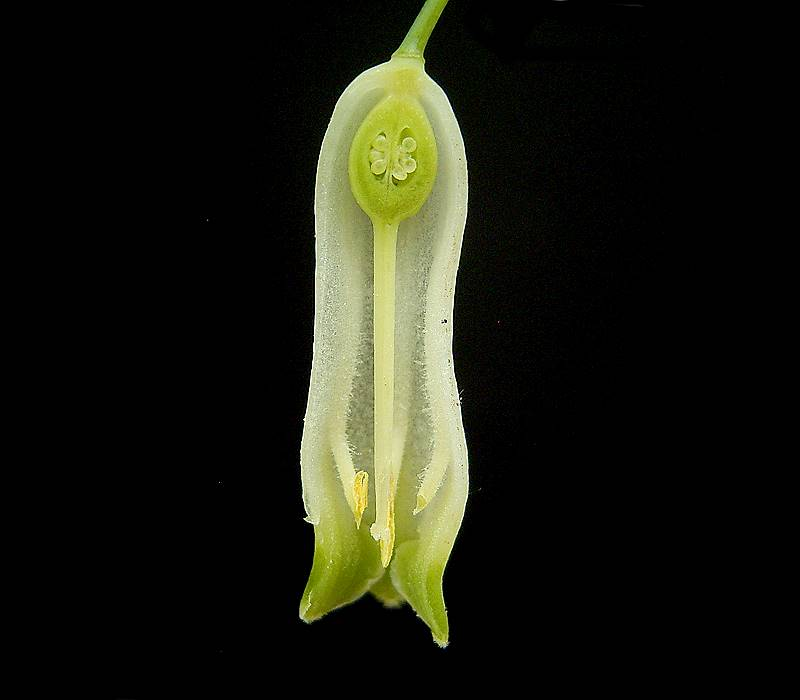
Coupe de la fleur
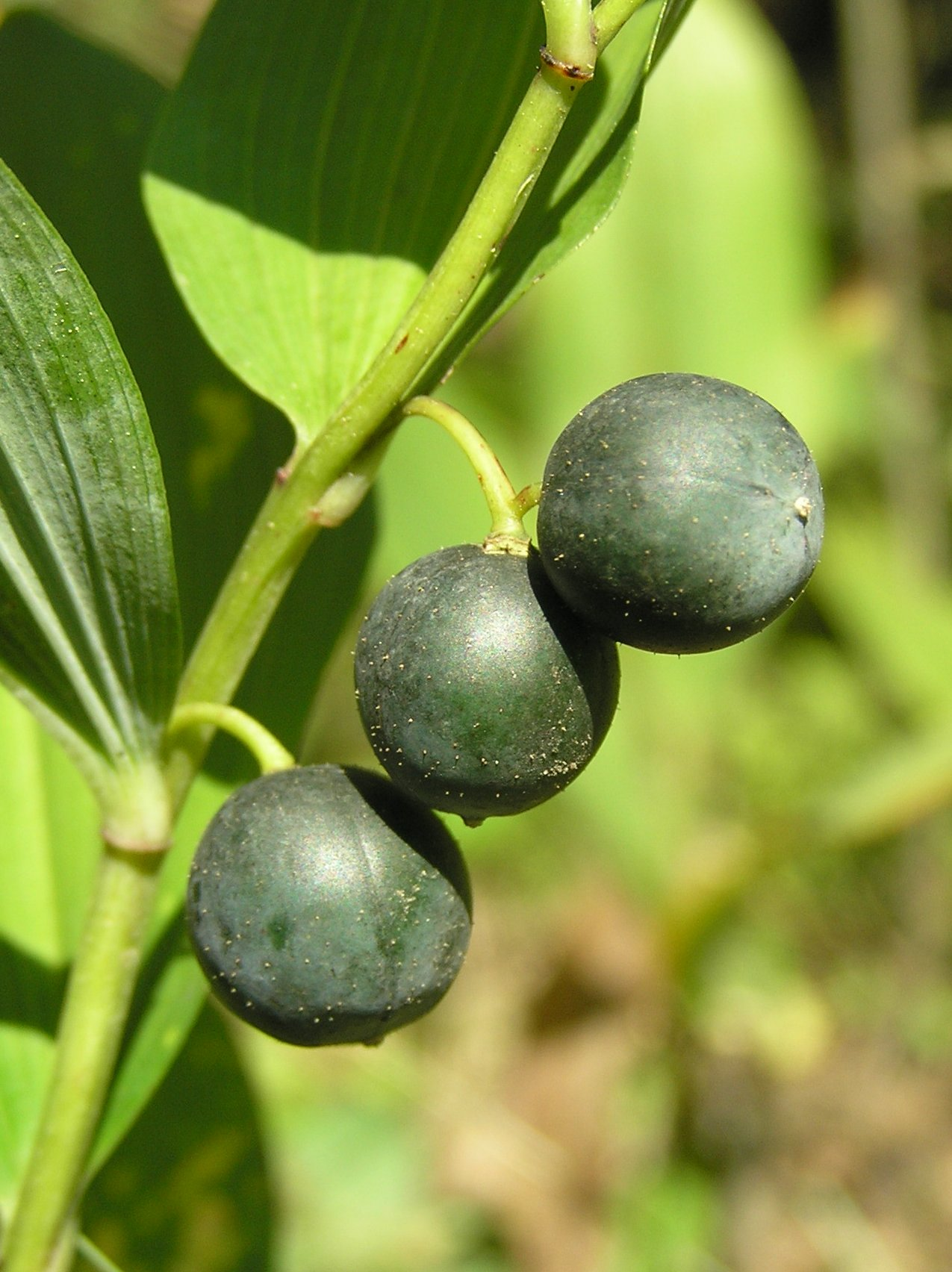
Fruits

## Taxonomie

### Noms français
Ce taxon porte en français les noms vulgarisés et normalisés Sceau de Salomon commun,, Sceau-de-Salomon multiflore,,,, Polygonate multiflore,,, Muguet de serpent et Muguet multiflore ainsi que le nom vernaculaire Genouillet,.

### Synonymie
Polygonatum multiflorum a pour synonymes :
- Convallaria ambigua Schrank
- Convallaria bracteata E.Thomas ex Gaudin, 1828
- Convallaria broteroi Guss.
- Convallaria govaniana Wall.
- Convallaria multiflora L. (basionyme)
- Polygonatum ambiguum (Des Moul.) B.D.Jacks.
- Polygonatum bracteatum (B.Thomas ex Gaudin) A.Dietr., 1835
- Polygonatum govanianum Royle
- Polygonatum gussonei Ces., Pass. & Gibelli
- Polygonatum intermedium Dumort.
- Polygonatum salomonis Friche-Joset & Montandon, 1856
- Sigillum salomonis Bedevian